# Єршово (Ішимський район)
Єршо́во (рос. Ершово) — село у складі Ішимського району Тюменської області, Росія.
Стара назва — Безруково.
Населення — 397 осіб (2010, 406 у 2002).
Національний склад станом на 2002 рік:
- росіяни — 92 %